# Polyplectropus cuspidatus
Polyplectropus cuspidatus is een schietmot uit de familie Polycentropodidae. De soort komt voor in het Oriëntaals gebied.